# Historia del Oeste
Historia del Oeste (en italiano, Storia del West) es una historieta italiana de temática del Oeste creada por Gino D'Antonio en 1967, y publicada originalmente por la editorial italiana Sergio Bonelli Editore.
Con este cómic, D'Antonio quiso dar una interpretación documentada y realista del Viejo Oeste, a través de las aventuras de personajes ficticios participando en eventos históricos y cruzándose con personajes que realmente existieron. Por eso, la serie representa un punto de unión entre el wéstern clásico de Tex y el moderno de Ken Parker o I protagonisti, y gracias a ella D'Antonio es considerado como uno de los maestros de la historieta italiana.
Apareció por primera vez en Italia en julio de 1967, con el episodio titulado Verso l'ignoto, y se cerró en diciembre de 1980, después de 73 números.
En España fue publicada por Euredit en 1969, por un total de 17 números.

## Argumento
La narración se desarrolla en torno a tres generaciones de las familias MacDonald y Adams, desde la llegada a América del patriarca Brett MacDonald en 1804 hasta 1890, año que convencionalmente se considera poner fin a la epopeya del Viejo Oeste, con la masacre de Wounded Knee y la colonización de Oklahoma.
La saga empieza con el desembarco en América de Brett MacDonald, un joven pintor inmigrante del Viejo Mundo, que tras conocer al explorador Meriwether Lewis, decide participar en la famosa expedición de Lewis y Clark, con el encargo de dibujar los mapas de los nuevos territorios, las especies animales y vegetales, etc. En el Oeste conoce a Sicaweja, una nativa de los Shoshones (inspirada en Sacagawea), y se casa con ella. Los dos esposos morirán en 1836, durante la Batalla de El Álamo, dejando a su hijo Pat MacDonald, el cual se casa con Brenda Adams, que ya tiene un hijo de un matrimonio anterior, Bill, que Pat acoge como a su propio hijo. De esta unión nacen otros dos hijos: Ben y Brett.
Otros personajes importantes de la saga son: Belinda Hall, la compañera de Bill (tras una inicial enemistad); Lily, el primer amor de Ben; Ursula, la compañera de Ben que aparece a su lado en los últimos episodios de la serie; Abele, un antiguo esclavo; el escocés Alistair MacRimmon, llamado sencillamente Mac, que participa con Pat en la expedición a California de John C. Frémont.
Entre los personajes que aparecen en la historieta que realmente existieron, destacan: Billy the Kid, Buffalo Bill, Jim Bridger, Caballo Loco, Calamity Jane, Kit Carson, William Clark, Cochise, George Armstrong Custer, John C. Frémont, Gerónimo, Wes Hardin, Wyatt Earp con sus hermanos y Doc Holliday, Wild Bill Hickock, Tom Horn, Capitán Jack, Jefe Joseph, Meriwether Lewis, Manuel Lisa, Nariz Romana, Oso Blanco, Quanah Parker, Allan Pinkerton, William Quantrill, Tecumseh, Toro Sentado, Victorio.